# São Mateus (Espírito Santo)
São Mateus es un municipio brasileño en el estado de Espírito Santo. Se encuentra en la latitud 18° 42'58 "Sur y longitud 39 º 51'21" de longitud oeste, con una altura de 36 metros. Su superficie total es de 2.543 km ², equivalente al 5,12% del territorio Capixaba.
Limita al norte con los municipios de Buena Esperanza, pino, Conceição da Barra, al sur de São Gabriel da Palha, Vila Valério, Jaguaré y Linhares, al este con el Océano Atlántico y al oeste de Nueva Venecia.
Dista de la capital del Estado, Vitória, 219 km.